# Graadmeting

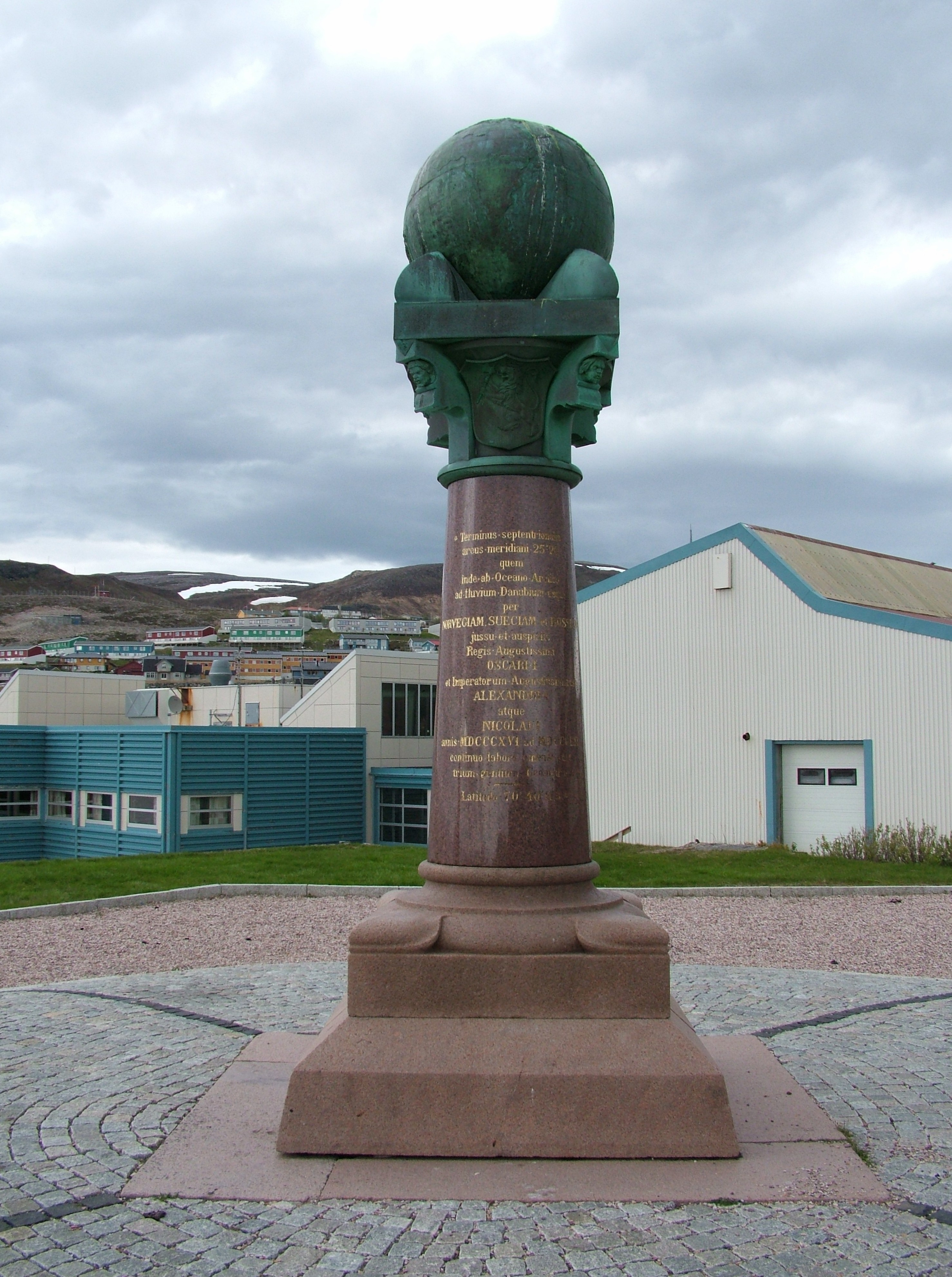
Het noordelijkste punt van de Geodetische boog van Struve in Noorwegen

Graadmeting is een astronomisch-geodetische methode die tot in de twintigste eeuw gebruikt werd bij het bepalen van de vorm van de Aarde. Lange tijd werd aangenomen dat zo'n meting alleen zinvol is, indien men een substantieel deel van de aardomtrek meet: minimaal de afstand tussen twee opeenvolgende parallellen, een breedtegraad (111–112 km), en daar komt de Nederlandse naam vandaan.

## Methodiek

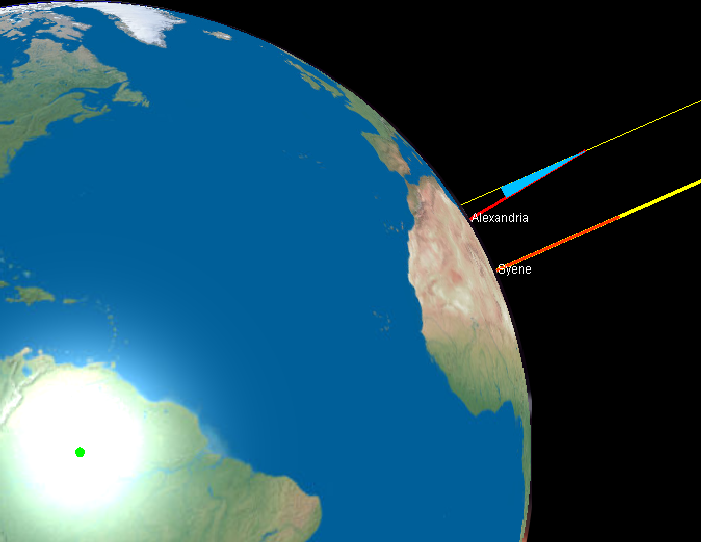
De berekening van Erathostens, op basis van de hoek die invallend zonlicht maakt met het aardoppervlak

De methode berust op het vergelijken van een gemeten afstand (booglengte B) met het verschil in de astronomisch bepaalde hoeken (β)van de verticalen aan beide uiteinden. De berekening B/β geeft de gemiddelde kromtestraal van het aardoppervlak tussen deze twee punten. Indien men de afstand in noord-zuidrichting meet, levert de berekening het breedteverschil tussen beide locaties op. Het spreekt voor zich dat de betrouwbaarheid van de uitkomst nauw samenhing met de precisie waarmee de metingen konden worden verricht.
Een deel van de booglengte (aardoppervlak) wordt een geodetische boog genoemd. Lange tijd was het daadwerkelijk opmeten van één breedtegraad een enorm karwei. Later ging zo'n meting zich over grotere afstanden uitstrekken, maar de berekening B/β werkt in alle gevallen hetzelfde.

## Oorsprong en eerste toepassingen
De eerste wetenschapper die deze methode toepaste, was de oud-Griekse astronoom en geograaf Eratosthenes. In 240 v. Chr. berekende hij de omtrek van de Aarde op basis van de hoek tussen de schaduwen die de zon op 21 juni wierp in Alexandrië en in het huidige Aswan. Hij stelde het verschil op 7° 12' oftewel 1/50 van een cirkel. Uitgaande van eerder opgebouwde kennis stelde hij de afstand tussen beide steden op 5000 stadiën en de omtrek van de planeet derhalve op 252.000 stadiën. Het is niet precies duidelijk hoe lang een stadium in die tijd was en de berekening van Eratosthenes bevatte een paar essentiële fouten. Zijn berekening wijkt daarmee 1,6 tot 16% af van wat thans kan worden vastgesteld.
In de vroege middeleeuwen werd deze methode op initiatief van de Abassieden kalief Al-Ma'mun sterk verfijnd. In 1525 werd de afstand Parijs - Amiens in Frankrijk met een meetwiel opgemeten door de astronoom Jean François Fernel. Zijn berekening van de plaatselijke straal van de Aarde was met 6370 km tot op een paar kilometer nauwkeurig.

## Driehoeksmeting
De landmeetkundige methode van de driehoeksmeting werd uiteengezet door de Nederlandse wiskundige Gemma Frisius en verder uitgewerkt door onder meer Willebrord Snel van Royen. Toentertijd was dit een enorme verbetering bij het opmeten van langere afstanden, waaronder een geodetische boog. Snel van Royen gebruikte hem voor het bepalen van de afstand Alkmaar - Bergen op Zoom, die op één breedtegraad van elkaar liggen. Hij publiceerde het resultaat (107,395 km) in 1617.
Driehoeksmeting werd vanaf 1679 voor het eerst op grote schaal toegepast in Frankrijk. Een meting langs de meridiaan van Parijs over een kleine 8° werd in 1718 voltooid. Inmiddels was bekend geraakt dat de Aarde geen perfecte bol is. Wel was er discussie of zij aan de polen, dan wel aan de evenaar is afgeplat. De resultaten van de meting in Frankrijk waren niet eenduidig en deels strijdig met andere metingen. De Académie des sciences, de Franse academie van wetenschappen, zond daarom in 1736-1739 geodetische expedities naar Ecuador en Lapland. De uitkomsten bevestigden het eind zeventiende eeuw gepubliceerde inzicht van Isaac Newton dat de Aarde aan de polen is afgeplat. De straal van de planeet neemt van de evenaar naar de noordpool af, de lengte van een graad breedte en de kromtestraal nemen toe. De waarden werden gemeten in toises, een destijds gangbare Franse afstandsmaat.
| Land      | sleutelfiguren              | geogr. breedte | lengte van 1 graad | kromtestraal |
| --------- | --------------------------- | -------------- | ------------------ | ------------ |
| Ecuador   | Pierre Bouguer La Condamine | 01° 31’ ZB     | 56.734 toise       | 6.335,5 km   |
| Frankrijk | Jean Picard Jacques Cassini | 49° 13’ NB     | 57.060 toise       | 6.371,9 km   |
| Lapland   | Maupertuis Anders Celsius   | 66° 20’ NB     | 57.438 toise       | 6.414 km.    |

## Andere geodetische bogen

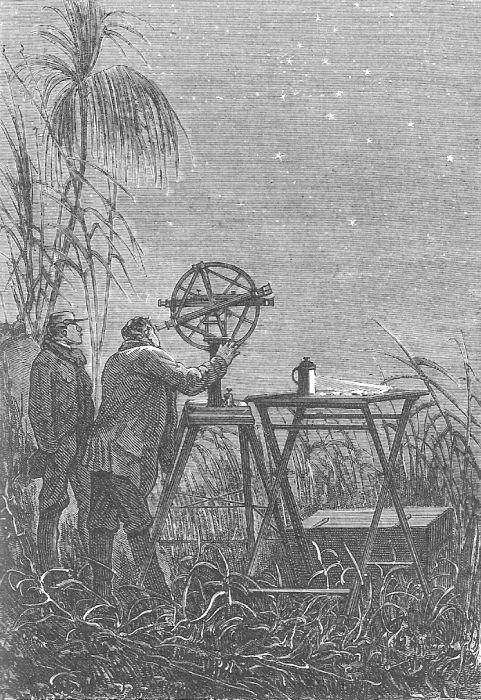
Illustratie uit Avonturen van drie Russen en drie Engelsen (in Zuid-Afrika) (1870) van Jules Verne, waarin men een deel van de 24e meridiaan oost opmeet

Hoewel bij latere geodetische projecten de graadmeting nog wel werd uitgevoerd, was zij meestal niet meer hoofddoel ervan. Ook het opmeten van een geodetische boog werd gaandeweg onderdeel van een groter project om bijvoorbeeld gebiedsdelen of hele landen op te meten en in kaart te brengen.
Zo werd de meting langs de meridiaan van Parijs eind achttiende eeuw opnieuw uitgevoerd door de astronomen Delambre en Méchain, wederom in opdracht van de Académie des sciences. Doel ervan was het bepalen van 1/10.000.000e deel van de afstand noordpool-evenaar, hetgeen een nieuwe, internationale lengtemaat moest worden: de meter.
In koloniaal India werd voor het opmeten en in kaart brengen van de nieuw verworven gebieden de Great Trigonometrical Survey (1802-1871) geïnitieerd. Opmeten van een 2400 km lange geodetische boog maakte daar deel van uit.
Internationale samenwerking kwam tot stand met het Duits-Oostenrijkse initiatief van de Midden-Europese Graadmetingscommissie in 1862. Doel ervan was het coördineren van geodetische projecten, vanaf 1867 op pan-Europese schaal, om te komen tot meer inzicht in vorm en afmeting van de aarde. In verscheidene landen waren op dat moment reeds geodetische projecten ondernomen en het project werd aangegrepen om driehoeksnetwerken over grenzen heen aan elkaar te koppelen. In Nederland leidde dit initiatief tot de oprichting in 1879 van de Rijkscommissie voor Graadmeting en Waterpassing.
| Project                                     | sleutelfiguren                              | periode   | booglengte | tracé                            |
| ------------------------------------------- | ------------------------------------------- | --------- | ---------- | -------------------------------- |
| Pauselijke opdracht                         | Ruđer Bošković, Lemaine                     | 1751-1753 | 2°         | Rome - Rimini                    |
| Meridiaan van Wenen                         | Joseph Liesganig                            | 1761-1765 | 3°         | Brno - Wenen - Varaždin          |
| Meridiaan van Parijs                        | Delambre, Pierre Méchain                    | 1792-1798 | 8°         | Duinkerke - Parijs - Barcelona   |
| Landmeting van Gauss                        | Carl Friedrich Gauss                        | 1821-1823 | 2°         | Göttingen - Altona               |
| Eerste driehoeksmeting van Groot-Brittannië | William Roy, Thomas Frederick Colby         | 1784-1858 | 9°         | Shetlandeilanden - Wight         |
| Great Trigonometrical Survey                | Lambton, Everest                            | 1802-1871 | 21°        | Kaap Comorin - Himalaya          |
| Geodetische boog van Struve                 | Wilhelm von Struve, Otto Wilhelm von Struve | 1821-1852 | 25°        | Hammerfest - Zwarte Zee          |
| Meridiaan van Peru                          |                                             | 1899-1906 | 6°         | Colombia - Ecuador - Peru        |
| Meridiaan van Parijs                        |                                             | 1906      | 27°        | Shetlandeilanden - Algiers       |
| Geodetische boog van Kremsmünster           | Friedrich Hopfner                           | 1922      | 7°         | Großenhain - Kremsmünster - Pula |
| Westelijk Noord-Amerika                     |                                             | 1922      | 50°        | Noordelijke IJszee - Mexico      |
| Zuidelijk Afrika                            | Richard Schumann                            | rond 1925 | 25°        | Tanganyika - Kaapkolonie         |
| Geodetische boog van de 30e meridiaan       | David Gill (initiator, 1879)                | tot 1954  | 65°        | Caïro - Tanganyika - Kaapstad    |

## Onbruik
In de tweede helft van de twintigste eeuw begon men andere methodes te gebruiken om de vorm en afmetingen van de Aarde vast te stellen, niet in de laatste plaats die met behulp van de ruimtevaart (satellietgeodesie). Ook verbeterde wiskundige modellen (zie: Geoïde), moderne meetmethodes en inzichten in de plaattektoniek droegen daartoe bij. Zodoende was het meten van afstanden op het oppervlak van de planeet van minder belang voor het verkrijgen van wetenschappelijke inzichten over het geheel ervan.